# Gare de Furano
La gare de Furano (富良野駅, Furano-eki) est une gare ferroviaire située dans la ville de Furano, à Hokkaidō au Japon. Elle est exploitée par la compagnie JR Hokkaido.

## Situation ferroviaire
La gare est située au point kilométrique (PK) 54,6 de la ligne principale Nemuro. Elle marque la fin de la ligne Furano.

## Historique
La gare est inaugurée le 2 décembre 1900 comme gare de Shimo-Furano. Elle prend son nom actuel en 1942.

## Service des voyageurs

### Accueil
La gare dispose d'un bâtiment voyageurs, avec guichets, ouvert tous les jours.

### Desserte
- Ligne principale Nemuro :
  - voie 1 : direction Takikawa
  - voie 2 : direction Shintoku
- Ligne Furano :
  - voies 4 et 5 : direction Biei et Asahikawa